# Boris Borissovitch Andronikov
Pour les autres membres de la famille, voir Famille Andronikov.
Le prince Boris Borissovitch Andronikov (né Boris Borissovitch Pilniak, en cyrillique Князь Борис Борисович Андроников ; né le 28 octobre 1934 à Moscou et mort le 9 juillet 1996) est un écrivain, acteur et scénariste soviétique, membre de l'Union des écrivains de la République socialiste fédérative soviétique de Russie en 1979.

## Biographie
Né en 1934, Boris Borissovitch Andronikov fut par sa mère le descendant d'une longue lignée de princes de Kakhétie, les Andronikachvili, eux-mêmes descendants d'Andronic Ier Comnène. Le 28 octobre 1937, son père, l'écrivain soviétique Boris Pilniak fut arrêté. Sur de faux témoignages, il fut inculpé par la Cour suprême de haute trahison et d'espionnage au profit du Japon. Condamné à la peine capitale, il fut exécuté le même jour à Moscou. Craignant pour la vie de son fils, la princesse Andronikova confia le jeune Boris à sa grand-mère maternelle. Cette dernière lui donna son patronyme Andronikov ou Andronikachvili. Enfant, Boris Andronikov vécut à Batoumi, plus tard, il fut admis au collège de la Marine de Batoumi.
Au début des années 1950, le jeune Andronikov s'installa à Moscou où il suivit les cours de l'Institut national de la cinématographie. Il obtint son diplôme en 1958. Jeune étudiant, il rencontra celle qui deviendra sa première épouse, l'actrice de théâtre et de cinéma Lioudmila Markovna Gourtchenko (1935-2011). En 1959, une petite fille prénommée Maria naquit de cette union. Après trois ans de mariage, le couple divorça.
En 1967, Boris Andronikov s'éprit de Nonna Viktorovna Mordioukova (1925-2008). Ensemble, ils projetèrent de se marier, mais cette union ne put se réaliser.
Rousoudan Khantadze, une artiste peintre géorgienne fut la seconde épouse de Boris Borissovitch Andronikov.
Le couple resta uni jusqu'au décès de Boris Andronikov survenu à Tbilissi en 1996.

## Famille

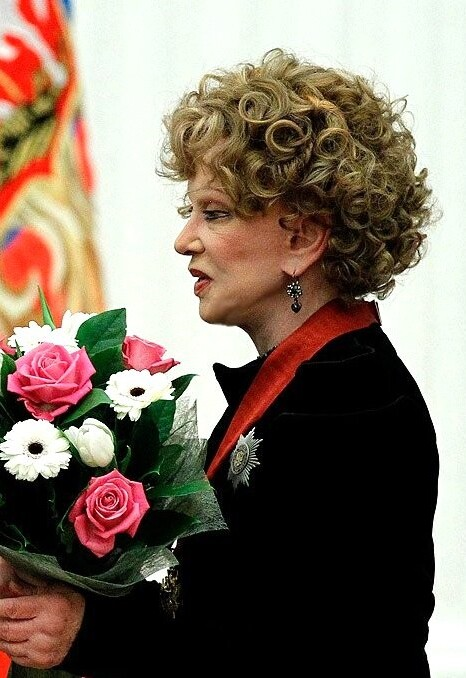
Lioudmila Markovna Gourtchenko (1935-2011, la première épouse de Boris Borissovitch Andronikov

Fils de l'écrivain russe Boris Andreïevitch Pilniak et de son épouse, l'actrice soviétique et princesse géorgienne Kira Gueorguievna Andronikova (1908-1960), (fille du colonel de hussards Georgi Alexandrovitch Andronikov (1875-1911) et de Iekaterina Semionovna Slivistskaïa (1877-1947).
En 1959, Boris Andronikov épousa l'actrice Lioudmila Markovna Gourtchenko (1935-2011).
De cette union naquit :
- Maria Borissovna Andronikova, épouse Koroliova (1959- [5]).

Divorcé en 1962, il épousa l'artiste peintre Rousoudan Khantadze.
De cette union naquirent deux enfants :
- Kira Borissovna Andronikova (1970- )
- Alexandre Borissovitch Andronikov (1973- [3]).

Il fut également le neveu de l'actrice géorgienne Nato Vatchnadze.

## Filmographie

### Acteur
- 1957 : La Veuve Otarova dans lequel il joua le rôle du prince Artchil[6].
- 1966 : Jouer sans cravate.
- 1988 : La vie de don Quichotte et de Sancho[7]
- 1996 : La Mort d'Orphée[8]
- 1998 : Voici l'aube[9]

### Scénariste
- 1974 : Capitaines

## Œuvres littéraires
- 1973 : Mois d'août. Romans et nouvelles.
- 1977 : Les Chevaux rouges. Histoires[10].
- 1977 : Plage mandarine. Nouvelles[11].
- 1984 : Roses sur la marche (romans et nouvelles).
- 1989 : Don Alonso (nouvelles, histoires courtes)  (ISBN 5-265-00882-9)
- 2007 : Favoris. volume 1.   (ISBN 978-5-7784-0355-0)
- 2007 : Favoris. volume 2.   (ISBN 978-5-7784-0356-7)